# Tréflez
Tréflez är en kommun i departementet Finistère i regionen Bretagne i västra Frankrike. Kommunen ligger i kantonen Plouescat som tillhör arrondissementet Morlaix. År 2022 hade Tréflez 984 invånare.

## Befolkningsutveckling
Antalet invånare i kommunen Tréflez
Referens:INSEE